# Julus bicuspidatus
Julus bicuspidatus är en mångfotingart som beskrevs av Brandt 1841. Julus bicuspidatus ingår i släktet Julus och familjen kejsardubbelfotingar. Inga underarter finns listade i Catalogue of Life.